# The Girl Who Came Back (film, 1923)
Pour les articles homonymes, voir The Girl Who Came Back.
Pour plus de détails, voir Fiche technique et Distribution.
The Girl Who Came Back est un film américain réalisé par Tom Forman, sorti en 1923.

## Fiche technique
- Réalisation : Tom Forman
- Scénario : Evelyn Campbell (en)
- Production : B.P. Schulberg Productions
- Photographie : Harry Perry
- Distributeur : Preferred Pictures
- Durée : 60 minutes
- Date de sortie : 14 avril 1923[1] (USA)

## Distribution
- Miriam Cooper : Sheila
- Gaston Glass : Ray Underhill
- Kenneth Harlan : Martin Norries
- Fred Malatesta : Ramon Valhays
- Joseph J. Dowling : Old 565
- Ethel Shannon : Belle Bryant
- Mary Culver : Mayme Miller
- Zasu Pitts : Anastasia Muldoon